# Grindau (Schwarmstedt)
Grindau ist ein Ortsteil der Gemeinde Schwarmstedt in der Samtgemeinde Schwarmstedt im Landkreis Heidekreis in Niedersachsen.

## Geographie
Grindau liegt an der L 193, die von Schwarmstedt in südlicher Richtung nach Esperke führt.
Wenige hundert Meter südlich des Dorfes mündet die 11 km lange ortsnamengebende Grindau in die Leine.

## Geschichte
Der spätere Kaiser Otto III. ließ um 990 eine Grenze mitten durch den Ort Grindau ziehen und teilte so den Ort. Erst 1495 entstanden durch die Erbteilungen im Welfenland die Fürstentümer Calenberg und Wolfenbüttel und die bisherige Bistumsgrenze durch den Ort Grindau wurde zur Landesgrenze mit realer Bedeutung für die hier lebenden  Menschen.
Die durch die Grenzziehung entstandenen und nun so genannten Ortsteile Groß-Grindau und Klein-Grindau bestanden getrennt voneinander bis 1859. Dabei entwickelte sich Groß-Grindau entlang der Dorfstraße als Reihendorf, wogegen Klein-Grindau einem wendländischen Rundlingsdorf ähnelt.
Obwohl Grindau durch regelmäßige Überschwemmungen der Leine beeinträchtigt war, konnte die hier betriebene Landwirtschaft aufgrund des fruchtbaren Leinemarschbodens sehr erfolgreich betrieben werden und zum erkennbaren Wohlstand des Ortes beitragen. Die preußische Karte von 1897 belegt für das im nordöstlich gelegenen Eichenwäldchen gelegene Scheunenviertel 18 Scheunen, die heute jedoch durch Abbrand und Verfall auf vier Gebäude in schlechtem Zustand geschrumpft sind.
Am 1. März 1974 wurde Grindau in die Gemeinde Schwarmstedt eingegliedert.

## Kultur und Sehenswürdigkeiten
- Das dem Rundlingsdorf des Wendlands ähnelnde Ensemble Klein-Grindau steht unter Denkmalschutz.

- „Hof Grindau“ ist ein denkmalgeschütztes, ehemals bäuerliches Anwesen, welches seinen Gästen heute ein Seminarhaus und ein Ferienhaus anbietet.[4]

Siehe auch: Liste der Baudenkmale in Grindau

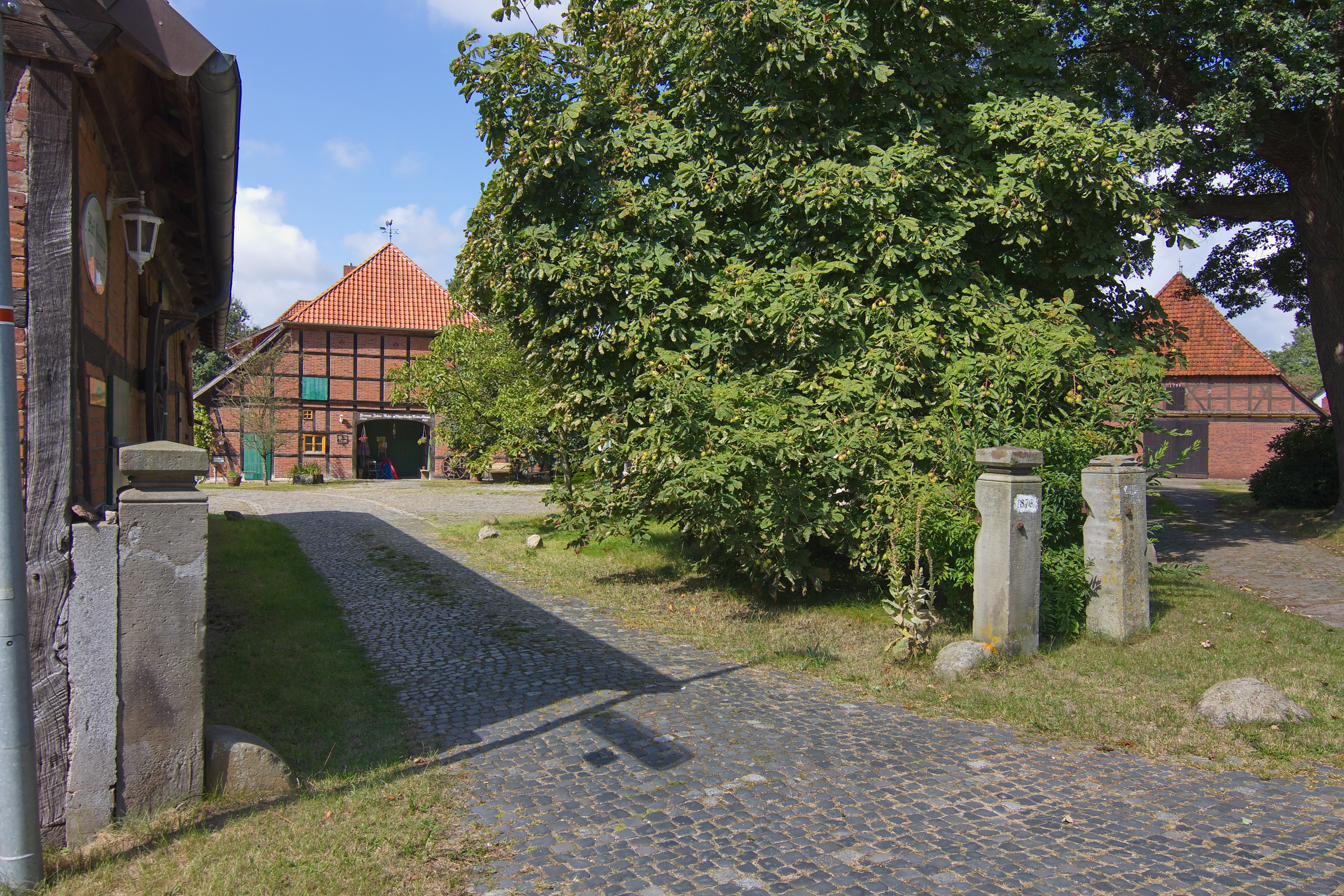
Hof Grindau
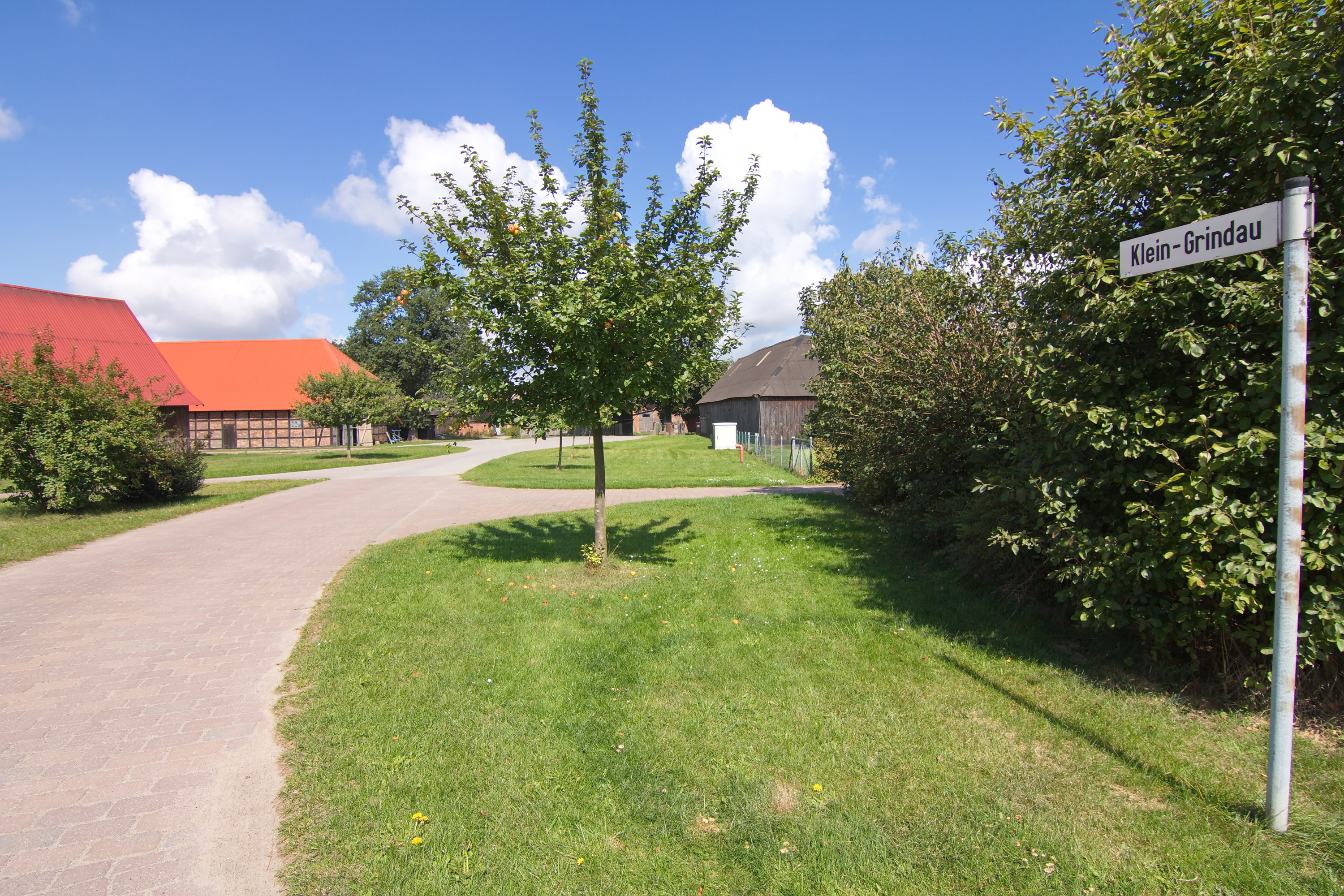
Rundlingsdorf in Klein-Grindau
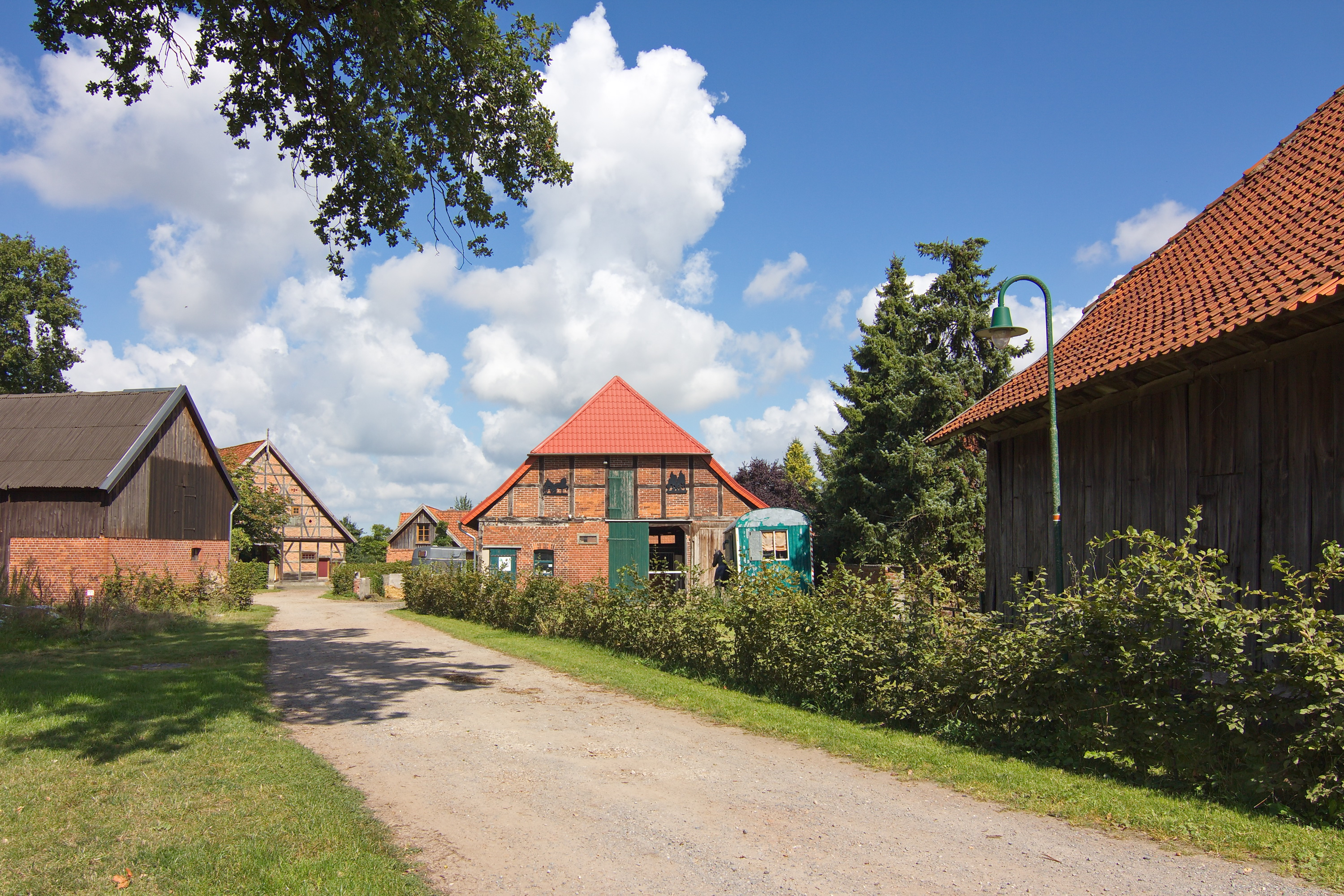
Blick auf Klein-Grindau
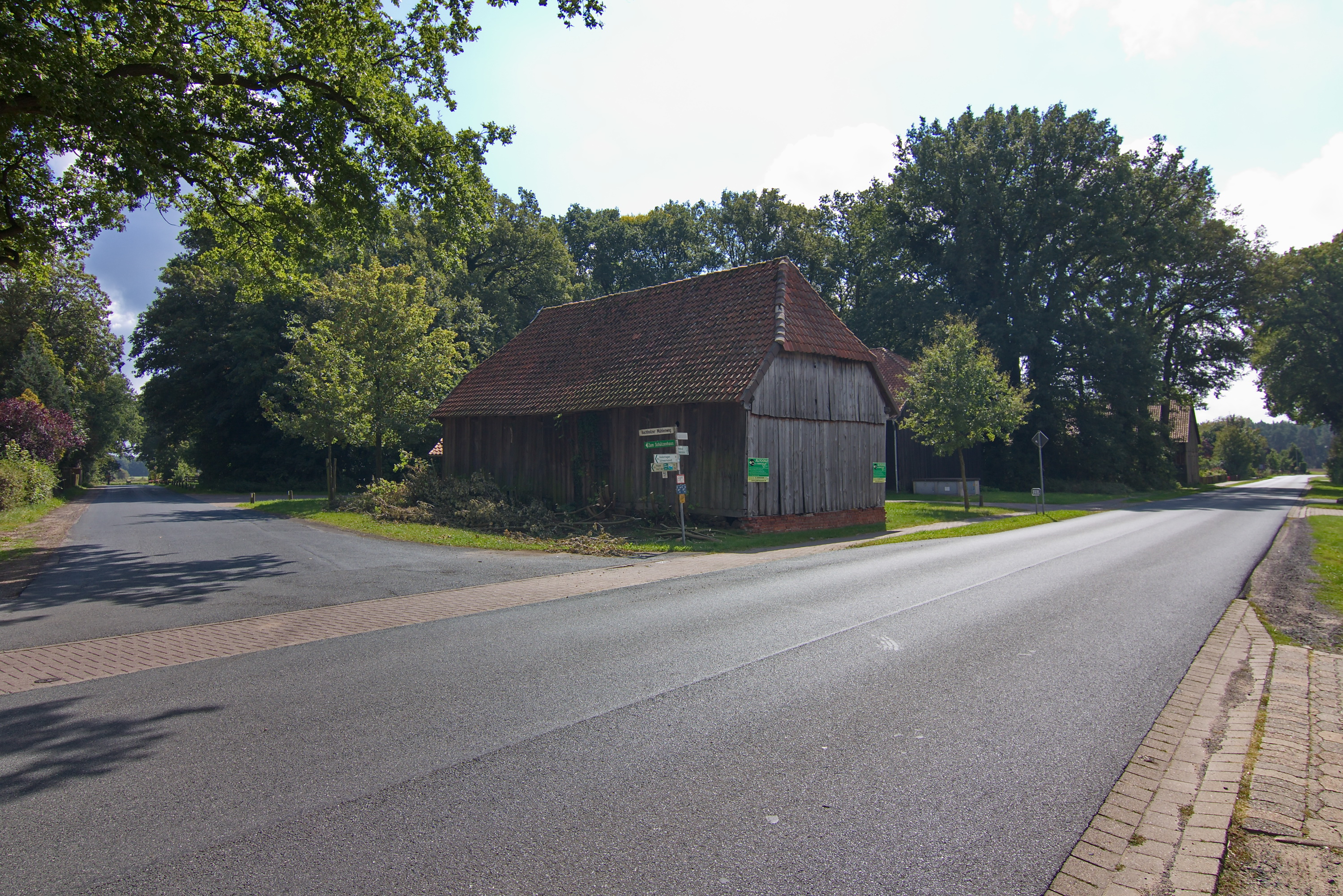
Blick auf Buchholzer Mühlenweg und Dorfstraße

## Vereine
- Schützenverein Felsenkeller Grindau von 1923 e.V.[5]